# Купа на носителите на купи 1961/62
Купата на носителите на купи 1961/62 е второто издание на турнира за европейски носители на национални купи по футбол. За първи път турнирът е организран от УЕФА. В него участват 23 клуба, сред тях настоящият носител на трофея и на италианската купа Фиорентина, още 19 актуални носители на национални купи и 3 загубили финалиста (Лестър Сити, Спартак Варна и Динамо Жилина). Унгария изпраща отново своя вицешампион (Дожа Уйпещ), тъй като националната купа се провежда за пръв път едва през 1967 г.
Поради това, че финалът, състоял се на 10 май 1962 г. на Хемпдън Парк в Глазгоу, завършва наравно 1:1 и че поради предстоящото световно първенство няма възможност за скорошно преиграване, победителят е определен едва четири месеца по-късно. На Некарщадион в Щутгарт на 5 септември Атлетико Мадрид побеждава актуалния носител Фиорентина с 3:0.

## Първи кръг
Първите срещи се състоят между 7 септември и 16 октомври, а реваншите са между 27 септември и 18 октомври 1961 г.
|                    | Общ резултат |                       | 1-ви мач | 2-ри мач |
| ------------------ | ------------ | --------------------- | -------- | -------- |
| ФК Ла Шо дьо Фон   | 6:7          | Леишоиш Спорт Клуб    | 6:2      | 0:5      |
| Дънфърмлин Атлетик | 8:1          | Сейнт Патрикс Атлетик | 4:1      | 4:0      |
| Рапид Виена        | 5:2          | Спартак Варна         | 0:0      | 5:2      |
| Гленейвън          | 2:7          | Лестър Сити           | 1:4      | 1:3      |
| Седан Торси        | 3:7          | Атлетико Мадрид       | 2:3      | 1:4      |
| Флориана           | 4:15         | Дожа Уйпещ            | 2:5      | 02:10    |
| Суонзи Таун        | 3:7          | Мотор Йена            | 2:2      | 1:5      |

## Втори кръг
Първите срещи се състоят между 25 октомври и 17 декември, а реваншите са между 1 ноември и 19 декември 1961 г.
|                    | Общ резултат |                   | 1-ви мач | 2-ри мач |
| ------------------ | ------------ | ----------------- | -------- | -------- |
| Фиорентина         | 9:3          | Рапид Виена       | 3:1      | 6:2      |
| Вердер Бремен      | 5:2          | Орхус             | 2:0      | 3:2      |
| Дънфърмлин Атлетик | 5:2          | Вардар Скопие     | 5:0      | 0:2      |
| Лестър Сити        | 1:3          | Атлетико Мадрид   | 1:1      | 0:2      |
| Аякс Амстердам     | 3:4          | Дожа Уйпещ        | 2:1      | 1:3      |
| Олимпиакос         | 2:4          | Динамо Жилина     | 2:3      | 0:1      |
| Леишоиш Спорт Клуб | 2:1          | Прогресул Букурещ | 1:1      | 1:0      |
| Мотор Йена         | 9:2          | Алианс Дюделанж   | 7:0      | 2:2      |

## Четвъртфинал
Първите срещи се състоят на 17 януари и 13/21/22 февруари, а реваншите са на 28/20/27 и 25 февруари 1962 г.
|               | Общ резултат |                    | 1-ви мач | 2-ри мач |
| ------------- | ------------ | ------------------ | -------- | -------- |
| Вердер Бремен | 2:4          | Атлетико Мадрид    | 1:1      | 1:3      |
| Дожа Уйпещ    | 5:3          | Дънфърмлин Атлетик | 4:3      | 1:0      |
| Динамо Жилина | 3:4          | Фиорентина         | 3:2      | 0:2      |
| Мотор Йена    | 4:2          | Леишоиш Спорт Клуб | 1:1      | 3:1      |

## Полуфинал
Първите срещи се състоят на 21 и 28 март, а реваншите са на 11 април 1962 г.
|            | Общ резултат |                 | 1-ви мач | 2-ри мач |
| ---------- | ------------ | --------------- | -------- | -------- |
| Фиорентина | 3:0          | Дожа Уйпещ      | 2:0      | 1:0      |
| Мотор Йена | 0:5          | Атлетико Мадрид | 0:1      | 0:4      |

## Финал
| 10 май 1962 |

| Атлетико Мадрид | 1 – 1 (след продължения) | Фиорентина |
| --------------- | ------------------------ | ---------- |
| Пейро 11'       |                          | Хамрин 27' |

| Хемпдън Парк, Глазгоу 27 000 зрители Съдия: Том Уортън |

### Преиграване
| 5 септември 1962 |

| Атлетико Мадрид                | 3 – 0 | Фиорентина |
| ------------------------------ | ----- | ---------- |
| Хонес 8' Мендоса 27' Пейро 59' |       |            |

| Некарщадион, Щутгарт 38 000 зрители Съдия: Курт Ченшер |

| КНК 1961/62                 |
| --------------------------- |
| Испания                     |
| Атлетико Мадрид Първа титла |